# Nunataaq
Nunataaq (zastarale Nunatâk nebo Nunatâq) je farma v kraji Kujalleq v Grónsku. Nachází se asi 9 km od Qassiarsuku a 13 km od Narsarsuaqu. Na farmě se chová 500 ovcí, 6 koní, slepice, psi a kočky. Slouží spolu s jinou, asi 8 km vzdálenou farmou, Inneruulalikem, především jako dodavatel zvířat a farmářských surovin pro Qassiarsuk a Narsarsuaq. V roce 2005 tu natrvalo žili 2 farmáři, dojíždí tu však také mnoho farmářů z Qassiarsuku, pomocí silnice vedoucí do Qassiarsuku. Nachází se tu také hostel pro turisty.